# Sporophila castaneiventris
Sporophila castaneiventris là một loài chim trong họ Thraupidae.